# AE Sedis Bàsquet
AE Sedis Bàsquet, voluit Agrupació Esportiva Sedis Bàsquet, het damesteam is bekend als Cadí La Seu om sponsorredenen, is een Catalaanse basketbalclub gevestigd in de stad La Seu d'Urgell. Het damesteam speelt sinds 2001 onafgebroken in de hoogste klasse, de Lliga espanyola de bàsquet femenina, het herenteam in regionale reeksen van Catalonië.

## Geschiedenis
De club werd opgericht door Francesc Font Domènech in 1965 met de vorming van een senior herenteam onder de naam UDSU-Maxcali. In 1969 nam het de naam AE Sedis Bàsquet aan. De club begon met het promoten van basketbal op scholen, vooral in La Salle, en er werden drie jeugdteams opgericht met de namen Sedis Fènix, Sedis Tigres en Sedis 70. In het seizoen 1970-71 richtte Lluís Vilarrubla het eerste damesteam op. Het damesteam is het meest opvallende onderdeel van de entiteit. Ze promoveerde in het seizoen 2006/07 naar de Women's League, waar ze sindsdien speelt. De club uit Urgell heeft onder meer zes Catalaanse competities gewonnen (2008, 2016, 2017, 2022, 2023, 2024). Het behaalde de derde plaats in de Spaanse competitie in het seizoen 2018-19, aangezien het ook heeft gespeeld in de Copa de la Reina en de EuroCup Women.
Het stadion is de Palau d'Esports de la Seu d'Urgell, met plaats voor 1.500 toeschouwers.

## Erelijst
- 6 Catalaanse basketbalcompetities voor vrouwen (2007-08, 2015-16, 2016-17, 2021-22, 2022-23, 2023-24)
- 1 Spaanse Vrouwenbasketbal League 2 (2006/07)

## Bekende (oud)-spelers
- Hind Ben Abdelkader (2014-2015)
- Andrea Vilaró (2015-2019)
- Laure Resimont (2020-2021)
- Elise Ramette (2022-2024)